# Kəngərli
Kəngərli, auch Kangarli, ist ein Rayon in Aserbaidschan in der Autonomen Republik Nachitschewan. Die Hauptstadt des Bezirks ist die Siedlung (qəsəbə) Qıvraq.

## Geografie
Der Bezirk hat eine Fläche von 628 km² und grenzt im Norden an Armenien, im Süden mit dem Fluss Aras an den Iran.

## Geschichte
Der Bezirk wurde am 2. April 2004 gegründet, das Gebiet gehörte zuvor zum Ravon Şərur.

## Bevölkerung
Im Rayon leben 33.000 Einwohner (Stand: 2021). 2009 betrug die Einwohnerzahl 27.500. Diese verteilen sich auf zehn Dörfer und eine Stadt.

## Kultur
Im Dorf Qarabağlar etwa 7 km nordöstlich des Rajonverwaltungssitzes befindet sich die Ruinen eines mittelalterlichen kultischen Zentrums.